# Religio Medici
Religio Medici (La religió d'un metge) és una obra de Thomas Browne publicada el 1643 després d'haver estat impresa l'any anterior sense que l'autor ho sabés. Aquest assaig, que és en part el testament espiritual d'un metge i en part l'autobiografia d'un filòsof, tingué molt d'èxit a Europa i continua sent un dels clàssics de la literatura britànica. Es va traduir a altres llengües, inclòs el llatí el 1644, i això li donà una audiència internacional, després al francès (per Nicolas Lefèvre, el 1668), l'alemany (pel pare de Johann Kaspar Lavater, el 1746) i al neerlandés.

## Publicació
Thomas Browne va escriure aquesta obra el 1635, en privat, sense intenció de publicar-la. El manuscrit circulà un temps entre els seus familiars, fins que, l'any 1642, en va rebre com a obsequi un exemplar imprés sense el seu consentiment. Tanmateix, aquesta edició contenia tants errors que va decidir de mala gana publicar-la correctament.

## Temes
Es basa en les tres virtuts teològiques del cristianisme, la fe, l'esperança (primera part) i la caritat (segona part), i expressa la seua adhesió a la doctrina de la Sola fide, l'infern, el Judici Final, la Resurrecció i altres fonaments del protestantisme.
Amb exemples de la seua pràctica, l'autor vol explicar l'ètica mèdica i il·lustrar les veritats de la religió, que intenta de conciliar amb la ciència. El món té un aspecte bell i misteriós per a ell, i això li manté la curiositat desperta. Fins i tot es meravella de les realitats més modestes, de la mateixa manera que sent amistat per totes les criatures, fins i tot les més repulsives -a excepció del diable.
En fer-ho, Thomas Browne es defensa contra qualsevol forma d'agnosticisme; la seva concepció de l'anglicanisme, però, és tan tolerant que diu que està disposat a acceptar qualsevol religió, fins i tot la "papista". L'Església catòlica pensava al principi que el llibre era obra d'un dels seus seguidors. Després l'inclogué en l'Index Librorum Prohibitorum el 1646, cosa que no li va perjudicar pas la carrera, al contrari: al llarg del segle XVII, les traduccions se'n multiplicaran a partir de l'edició llatina.

## Text
- Text de Religio Medici — Text de les edicions dels anys 1643 i 1645
  - La religió d'un metge, Stock, 1947.[2]

- Fragments de Religio Medici al Journal of General Internal Medicine.[3]

## Recepció i influència
Guy Patin, coetani de Thomas Browne i metge com ell, evoca el caràcter inusual d'aquest assaig alhora subtil i místic:
"Il est arrivé ici d'Hollande un petit Livre nouveau intitulé Religio Medici, fait par un Anglois, & traduit en Latin par quelque Hollandois: C'est un livre tout gentil & curieux; mais fort délicat & tout mystique: l'autheur ne manque pas d'esprit, vous y verrez détranges [sic] & ravissantes pensées: Il n'y a encore guéres de Livres de cette sorte." (Va arribar ací un petit llibre nou des d'Holanda titulat Religio Medici, fet per un anglés, i traduït al llatí per un holandés: És un llibre molt bonic i curiós; però molt delicat i místic: a l'autor no li manca enginy, veuràs [sic] estranys pensaments deliciosos: encara hi ha pocs llibres d'aquesta mena.)
John Dryden es refereix a l'assaig de Thomas Browne titulant un dels seus poemes més importants Religio Laici. Al seu Diari, Samuel Pepys assenyala que Religio Medici és universalment coneguda per les seues qualitats.
Samuel Johnson lloà l'excel·lència de l'obra; després els romàntics anglesos la van descobrir: Charles Lamb li la va presentar a Samuel Taylor Coleridge, que n'estava entusiasmat.
Thomas de Quincey, en Confessions of an English Opium Eater (1822), lloa l'obra, sobretot per un passatge sobre els efectes de la música, que considera "excepcional", "sublim" i de gran interés filosòfic.
Es diu que William Osler, molt influenciat per aquest assaig, se'l sabia de memòria.
Igual que Dryden, John Cowper Powys fa referència a l'obra en titular un dels seus assaigs The Religion of a Skeptic (1925).
Virginia Woolf explica que Religio Medici va iniciar la literatura autobiogràfica, les memòries i les confessions.
Carl Gustav Jung empra repetidament l'expressió Religio Medici en els seus textos.